# Nestor de Hollanda Cavalcanti
Nestor de Hollanda Cavalcanti (født 26. november 1949 i Rio de Janeiro, Brasilien) er en brasiliansk komponist, arrangør, guitarist, pianist, lærer og producent.
Cavalcanti startede med trompetstudier, men slog hurtigt over og studerede i stedet guitar og klaver. Han begyndte at studere komposition på bla. Center for musikalske Studier (1968-1973) hos César Guerra-Peixe. Han har skrevet to symfonier, orkesterværker, kammermusik, koncertmusik, korværker, sange, scenemusik, og solostykker for mange instrumenter etc. Cavalcanti har undervist som lærer i guitar på det brasilianske Musikkonservatorium - Filial Tijuca og på Villa-Lobos Musikskole. Han er nok mest kendt for sine guitarstykker, orkesterværker og korværker. Cavalcanti har også været producer for en lang række kunstnere i alle genre på lp´er og cder i Brasilien. Han har komponeret en mængde klassisk musik som han nok er mest kendt for i Brasilien.

## Udvalgte værker
- Symfoni nr. 1 "Ordensspørgsmål" (2001) - for orkester
- Symfoni nr. 2 "Dato Venia...(...Sebastian og ...Ludwig)" (2001) - for orkester
- Sinfonietta "Bygader" (2001) - for kammerorkester
- "Rio de Janeiro - Sommer Ritualet" (2006) - for orkester
- "Fønixen" (1984) - for orkester
- "Arie for Sonia" (1984) - for orkester
- "Simpel Koncert " (1973) - for guitar og kammerorkester
- "Square suite" (1978) - for sologuitar
- "Slanger og firben" (1981) - for kor